# Lori bridé
Oreopsittacus arfaki
Genre
Espèce
Statut de conservation UICN

 LC  : Préoccupation mineure
Statut CITES
Le Lori bridé (Oreopsittacus arfaki) est une espèce d'oiseau de la famille des Psittacidae.

## Description
Cet oiseau mesure environ 15 cm de long. Le plumage présente une dominante verte. Les joues et la gorge sont bleues avec un fort trait blanc entre chaque œil et cette dernière. La poitrine présente des tons orange. Le dessous de la queue est rougeâtre. Les iris sont foncés, le bec est noir et les pattes gris foncé.
Cette espèce présente un dimorphisme sexuel : le front et l'avant de la calotte sont rouges chez le mâle mais verts chez la femelle.
Les jeunes ont le front rouge et la calotte grise.

## Sous-espèces
Cet oiseau est représenté par trois sous-espèces très proches :
- O. a. arfaki : monts Arfak ;
- O. a. major : Dugunduguoo ;
- O. a. grandis : partie orientale de la chaîne Centrale (Nouvelle-Guinée).

## Habitat
Il fréquente forêt tropicale humide et forêt de nuage entre 2 000 et 3 750 m d'altitude.

## Répartition
Cet oiseau peuple les zones montagneuses de Nouvelle-Guinée enclin à une déforestation importante et une croissance humaine. Les effectifs de cette espèce sont inconnus.

## Comportement
Cet oiseau se déplace en couples ou en petits groupes, parfois en compagnie d'autres loriquets. Très actif, il effectue des acrobaties incroyables pour atteindre les fleurs dont il raffole. Très sociable, il ne craint pas l'homme qui peut l'approcher pendant qu'il se nourrit sans que cela n'interrompe sa collecte de pollen.

## Reproduction
Les parades nuptiales du mâle sont bruyantes et originales. Il sautille de branche en branche tout en sifflant et en effectuant de multiples courbettes.
Ensuite, le couple devient extrêmement discret et son nid très caché au point qu'aucune donnée précise sur le déroulement de la reproduction et ses paramètres.